# Kaplica św. Jerzego w Gryficach
Kaplica św. Jerzego w Gryficach (niem. St. Georgskapelle) – jeden z obiektów sakralnych miasta, zbudowany w XV w.

## Położenie obiektu
Kaplica św. Jerzego została usytuowana w obrębie murów cmentarnych przy dzis. ul. Broniszewskiej, w północno-wschodniej części miasta. Powstała w miejscu dawniejszej kamiennej kapliczki, która została wzniesiona w XIV w. i przy której funkcjonował od 1337 r. szpital (leprozorium) dla biednych, starców i chorych pw. św. Jerzego.
Pierwotne obiekt był kościołem katolickim, gdzie w nabożeństwach uczestniczyli chorzy i personel szpitalny. Kościół ten posiadał trzy wikarie: ku czci św. Trójcy, Najświętszej Maryi Panny i św. Jerzego. Podobnie jak św. Gertrudy położony był poza murami miasta. Przy kościele działało bractwo św. Jerzego (niem) Brüderschaft von St. George, które było stowarzyszeniem miejskiego patrycjatu.

## Wygląd budowli sakralnej
Budowę kaplicy rozpoczęto w I poł. XV w., z licowanej cegły w stylu gotyckim, na planie nieregularnego ośmiokąta (12,3 x 7,8 m) według wiązania wendyjskiego. Całkowita powierzchnia obiektu wynosi 112 m², a kubatura 571 m³. Została zaplanowana i zbudowana w układzie salowym, z wyodrębnionym pięciobocznym prezbiterium (tzw. zamknięcie). Wnętrza budowli są proste, nakryte stropem, niegdyś z dwoma bocznymi drewnianymi emporami. W salach znajdują się segmentowe wnęki. Otwory okienne posiadają wnęki profilowane.
Fasada, która jest zwrócona w stronę cmentarza zwieńczona została prostym szczytem i udekorowana dwoma sterczynami. Są one przedłużeniem skarp narożnych. Wraz z nimi tworzy jednolite pole podzielone pionowo siedmioma wysokimi ostrołukowymi blendami. Zachowany został podział parzysty, nieregularny (zamiast dwóch skrajnych wnęk, po lewej stronie znajduje się jedna, większa). Na dwóch blendach, w środkowej części umieszczone zostały wąskie półkoliste otwory okienne, a na jednej, w części górnej prostokątny. Profile blend są ścięte lub zaokrąglone, natomiast portal zaokrąglony o czterech ściętych węgarach.

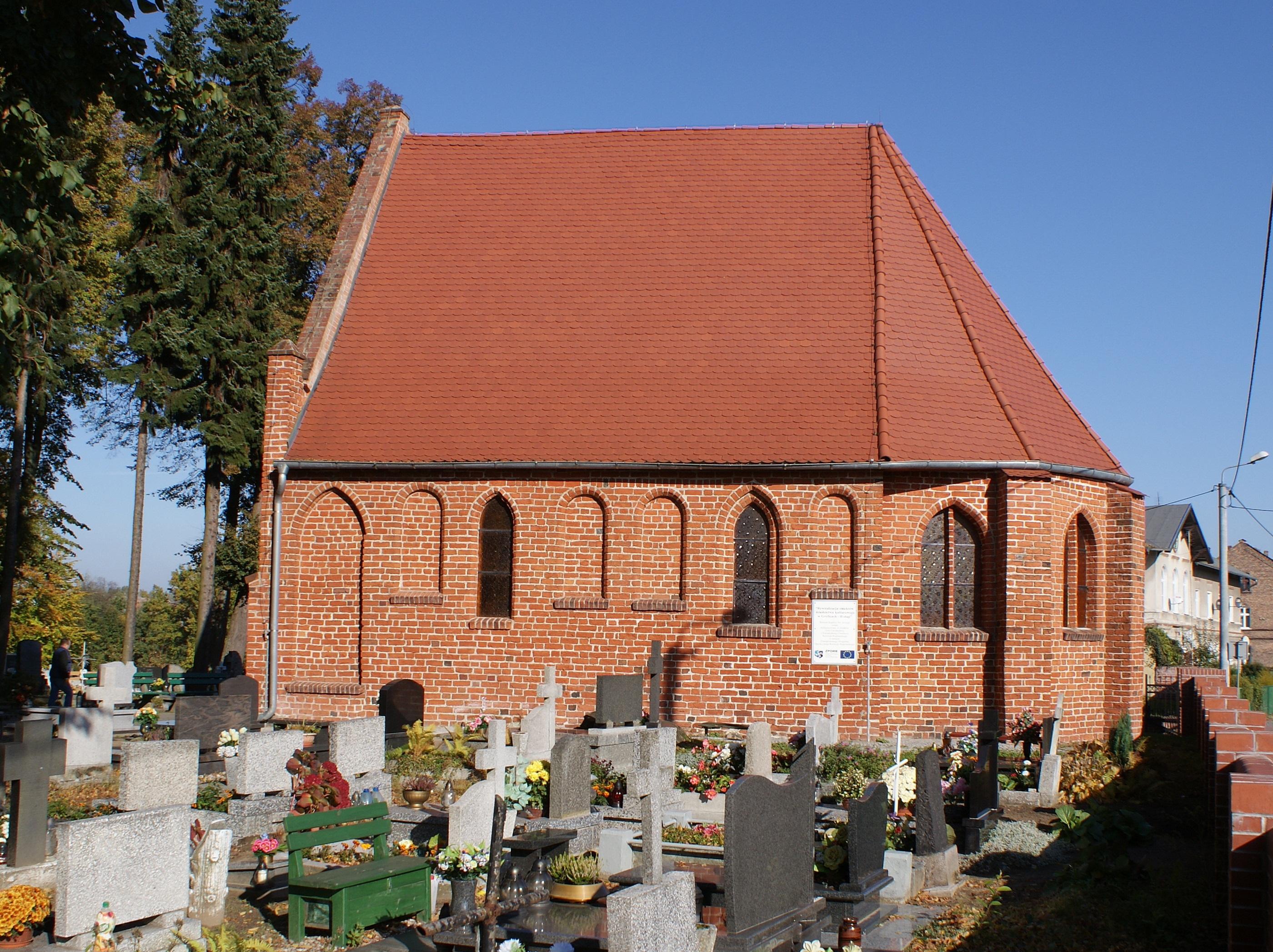
Elewacja południowa kaplicy

W ścianach podłużnych od strony południowej znajduje się pięć wnęk zamkniętych półkoliście, z czego jedna po lewej stronie jest większa od pozostałych. Wśród nich umieszczone zostały dwa ostrołukowe okna, z czego jedno o dwóch ściętych węgarach. Po stronie północnej znajduje się identyczne okno i cztery wnęki, z których trzy są usytuowane nad zamurowanym portalem o trzech prostych uskokach i zaokrąglonych archiwoltach. Pięcioboczne zamknięcie (absyda) zostało wzmocnione czterema skarpami, otwory okienne podzielone laską, a okno środkowe dwoma, pod którym usytuowane jest ślepe biforium przedzielone słupkiem. Okna są wypełnione witrażami. Otwory okienne, wnęki oraz blendy posiadają ceglane gzymsy parapetowe. Obiekt jest zwieńczony dachem siodłowym (główna część) i namiotowym (prezbiterium). W jej wnętrzach znajdują się epitafia z XVIII w. Zabytek jest wpisany do rejestru zabytków dziedzictwa narodowego (nr rej. 191 z 15 grudnia 1956 r.)
Mimo restauracji zabytku, wygląd wnętrza mocno odbiega od tego, jaki był znany sprzed 1945 r. W kaplicy nie ma zabytkowej drewnianej kazalnicy, dwóch drewnianych stalli z okresu 1687-1696, które były usytuowane w prezbiterium. Zlikwidowano również dwie empory z tego samego okresu, który były opatrzone płaskorzeźbami i malowanymi kwaterami. Zachowane natomiast późnośredniowieczne wyposażenie, do których należały m.in.: krucyfiks z figurą Chrystusa, wraz z figurami Magdaleny i Józefa z Arymatei oraz późnośredniowieczny tryptyk ołtarzowy przekazane zostały kościołom pw. Wniebowzięcia NMP w Gryficach i Pyrzycach.

## Współczesne przeznaczenie obiektu
Do dziś obiekt spełnia rolę miejsca sakralnego, gdzie odprawia się ostatnie modły i egzekwie przed pochowaniem zmarłego przez co przyjęła funkcję kaplicy cmentarnej (niem.) Friedhofskapelle. Po II etapie rewitalizacji zabytków dziedzictwa kulturowego otworzono w kaplicy lapidarium (2007 r.)

### Źródła online
- Rejestr zabytków nieruchomych – województwo zachodniopomorskie [online], Narodowy Instytut Dziedzictwa, 31 stycznia 2025.

### Opracowania
- Ks.Chorzępa M., Kościelne dzieje Gryfic (1262-1962) [w]: Cieśliński A. (pod red.), Zeszyty Gryfickie, nr 1, Gryfice 2001.
- Szczygieł K., Raport o stanie zabytków w Gryficach [w]: Kozłowski K. (pod red.), Ziemia Gryficka 1945-1985, Gryfickie Towarzystwo Kultury w Gryficach, Gryfice 1987.

### Opracowania online
- Urząd Miejski w Gryficach, Zabytki (pol.), [w]: Oficjalny serwis miasta, [dostęp 2011-07-31].

### Opracowania prasowe
- Jarząb W., Cmentarze i... bloki, "Gryfickie Echa", z dn. 3 listopada 2005 r., Gryfice 2005.
- Jarząb W., O biblijnych wersetach i duchu białym odzieniu, "Gryfickie Echa", z dn. 9 sierpnia 2007 r., Gryfice 2007.
- Jarząb W., O lapidarium, leprozorium i trędowatym królu, "Gryfickie Echa", z dn. 19 lipca 2007 r., Gryfice 2007.
- Jarząb W., O tym, jak ołtarz z kaplicy do katedry zawędrował, "Gryfickie Echa", z dn. 2 sierpnia 2007, Gryfice 2007.
- Jarząb W., O zaginionym portrecie ostatniego księcia, "Gryfickie Echa", z dn. 26 lipca 2007 r., Gryfice 2007.